# انفجار مقر تفنگداران دریایی آمریکا در بیروت

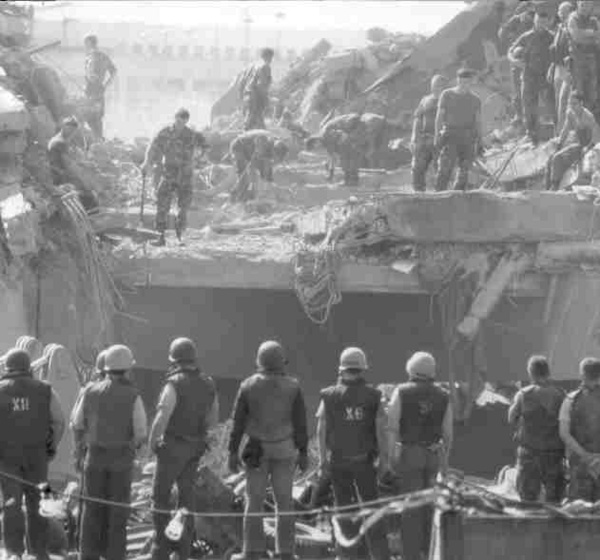
تفنگداران دریایی در بیروت پس از بمب‌گذاری، ۲۳ اکتبر ۱۹۸۳

انفجار مقر تفنگداران آمریکا در بیروت در ۲۳ اکتبر سال ۱۹۸۳ در بیروت اتفاق افتاد که در جریان آن ۲۴۱ نظامی آمریکایی، ۵۸ نظامی فرانسوی و ۶ غیرنظامی جان باختند. در این بمبگذاری حدود هزار کیلوگرم مواد منفجره با دو کامیون به داخل آسایشگاه‌های صلح‌بانان نیروهای چندملیتی در لبنان (MNF) مخصوصاً تفنگداران دریایی آمریکایی و نیروهای مسلح فرانسه منتقل و منفجر شدند. سربازان آمریکایی کشته و زخمی شده در آن حمله بخشی از نیروهای حافظ صلح سازمان ملل متحد بودند که برای خاتمه دادن به جنگ داخلی لبنان در آن کشور مستقر شده بودند.
سازمان جهاد اسلامی (لبنان) مسئولیت بمب‌گذاری را بر عهده گرفت، اما برخی منابع عاملان ترور را جمهوری اسلامی ایران و رهبر وقت آن خمینی می‌دانستند. دولت جمهوری اسلامی هرگز ارتباط با این عملیات را نپذیرفته‌است؛ هر چند در سال ۲۰۰۴، خبرگزاری‌های ایران گزارش کردند که ستون یادبودی به افتخار «شهدای عملیات مارینز» در قطعه شهدای جهان اسلام در گورستان بهشت زهرا نصب شده‌است. رسانه‌های خبری گفتند که این اقدام توسط «یک گروه تندرو» در جمهوری اسلامی صورت گرفته‌است. آژانس امنیت ملی ایالات متحده آمریکا ارتباطات بین اطلاعات ایران و علی اکبر محتشمی پور سفیر وقت ایران در دمشق را شنود کرده که بر اساس آن به او دستور داده شده با گروه امل اسلامی برای «حرکتی بزرگ» علیه تفنگداران دریایی آمریکا تماس بگیرد. رویس لمبرت قاضی دادگاه ناحیه‌ای ایالات متحده برای ناحیه کلمبیا در حکمی در سال ۲۰۰۳ میلادی که بر این پیام رصد شده تکیه کرده ایران را مسئول حمایت مالی و لجستیک از حزب‌الله لبنان و انجام این حمله دانست و ایران را به پرداخت بیش از ۲٫۶ میلیارد دلار برای جبران خسارت‌های آن محکوم کرد. از نظر برخی مقامات رسمی آمریکا این پیام شنود شده شاهدی فرعی (و نه قطعی) بر درگیر بودن ایران بود. در همان سال که حکم قاضی لمبرت صادر شد کاسپار واینبرگر وزیر دفاع وقت آمریکا گفت «ما هنوز اطلاعات واقعی از اینکه بمبگذاری بیروت توسط چه کسی انجام شده‌است نداریم، و البته آن زمان هم نداشتیم». در مصاحبه‌ای در سال ۲۰۰۱ میلادی، واینبرگر علت انجام ندادن حمله تلافی جویانه به ایران و سوریه را مطمئن نبودن از نقش آن‌ها در این حادثه اعلام کرد.

## بیروت: ژوئن ۱۹۸۲ تا اکتبر ۱۹۸۳

### گاهشمار
۶ ژوئن ۱۹۸۲ – اسرائیل در جنوب لبنان اقدام نظامی انجام می‌دهد: «عملیات صلح برای الجلیل»
۲۳ اوت ۱۹۸۲ – بشیر جمیل به ریاست جمهوری لبنان انتخاب می‌شود.
۲۵ اوت ۱۹۸۲ – یک نیروی چندملیتی متشکل از حدوداً ۴۰۰ سرباز فرانسوی، ۸۰۰ سرباز ایتالیایی و ۸۰۰ تفنگدار دریایی واحد ۳۲ام خاکی‌آبی تفنگداران دریایی آمریکا به عنوان بخشی از نیروی صلحبان برای نظارت بر تخلیه چریک‌های سازمان آزادیبخش فلسطین (ساف) در بیروت مستقر می‌شوند.

۱۰ سپتامبر ۱۹۸۲ – ساف تحت حفاظت نیروی چندملیتی از بیروت عقب‌نشینی می‌کند. متعاقباً رئیس جمهور آمریکا به واحد ۳۲ام تفنگداران دریایی دستور می‌دهد از بیروت خارج شود.

۱۴ سپتامبر ۱۹۸۲ – بشیر جمیل، رئیس جمهور لبنان ترور می‌شود.
۱۶ سپتامبر به ۱۸ سپتامبر ۱۹۸۲ – کشتار صبرا و شتیلا به وقوع می‌پیوندد.
۱۹ سپتامبر ۱۹۸۲ – پس از این که میلیشاهای دروز و چریک‌های فلسطینی مورد پشتیبانی سوریه تقریباً ارتش لبنان را شکست می‌دهند، ناوشکن یواس‌اس جان راجرز و رزم ناو هسته ای یواس‌اس ویرجینیا , که در نزدیکی ساحل بیروت در حال عملیات اند، در حمایت از ارتش لبنان پس از از دریا شهر سوق الغرب، در تپه‌های مشرف به بیروت را بمباران می‌کنند. بیش از ۳۰۰ دور از پنج خمپاره برای دفع این حمله شلیک می‌شود.
۲۰ سپتامبر ۱۹۸۲ – اقامتگاه سفیر آمریکا در بیروت گلوله‌باران می‌شود؛ کشتی‌های آمریکایی برای دومین روز دوباره عملیات آتش متقابل انجام می‌دهند.
۲۱ سپتامبر ۱۹۸۲ – امین جمیل، برادر بشیر جمیل به ریاست جمهوری لبنان انتخاب می‌شود.
۲۹ سپتامبر ۱۹۸۲ – واحد ۳۲ام تفنگداران دریایی دوباره در بیروت مستقر می‌شود (به‌طور اعظم در فرودگاه بین‌المللی بیروت) و باز به ۲۲۰۰ سربازان چندملیتی فرانسوی و ایتالیایی که از قبل در آنجا بودند ملحق می‌شوند.
۳۰ اکتبر ۱۹۸۲ – واحد ۲۴ام تفنگداران آبی‌خاکی جایگزین واحد ۳۲ام می‌شود.
۱۵ فوریه ۱۹۸۳ – واحد ۳۲ام واحد آبی‌خاکی تفنگداران با عنوان واحد ۲۲ام به لبنان برمی گردد تا جایگزین واحد ۲۴ام شود.
۱۸ آوریل ۱۹۸۳ – انفجار سفارت آمریکا در بیروت (۱۹۸۳) در بیروت ۶۳ نفر را، که ۱۷ تایشان آمریکایی بودند را می‌کشد.
۱۷ مه ۱۹۸۳ – توافق ۱۷ مه امضا می‌شود.
۳۰ مه ۱۹۸۳ – واحد ۲۴ام تفنگداران دریایی جای واحد ۲۲ام را می‌گیرد.

### مأموریت

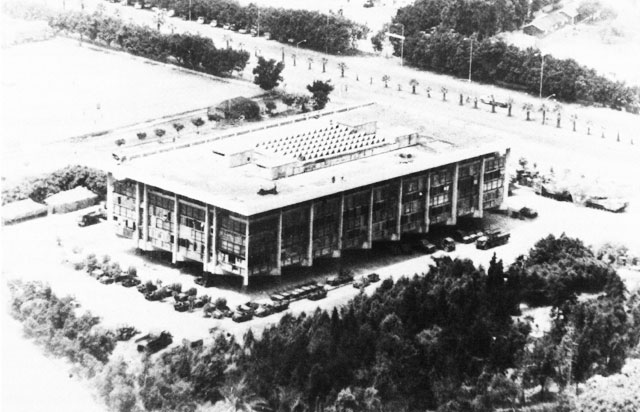
پادگان سپاه تفنگداران دریایی آمریکا در بیروت

در ۶ ژوئن، ۱۹۸۲, نیروهای دفاعی اسرائیل (IDF) عملیات صلح برای الجلیل را آغاز کرد و برای ایجاد یک ناحیه حایل ۴۰ کیلومتری مابین نیروهای ساف و سوریه در لبنان و اسرائیل به لبنان حمله کرد.
حمله اسرائیل به‌طور ضمنی مورد موافقت آمریکا قرار گرفته بود، و آمریکا پشتیبانی مخفی نظامی از نوع مهمات و مواد در اختیار اسرائیل قرار داده بود. . پشتیبانی آمریکا از حمله اسرائیل به لبنان در همراهی با حمایت آمریکا از بشیر جمیل رئیس جمهور لبنان و نیروهای مسلح لبنان (LAF) خصومت بسیاری را برانگیخت.
بشیر جمیل رئیس جمهور منتخب قانونی بود، ولی یک مسیحی مارونی متعصب و به‌طور مخفی وابسته به اسرائیل بود.

## پاسخ آمریکا و فرانسه
رونالد ریگان رئیس‌جمهور آمریکا حمله را یک «اقدام نفرت‌انگیز» خواند و متعهد شد نیروی نظامی را در لبنان حفظ کند. وزیر دفاع آمریکا کاسپار واینبرگر، که به‌طور خصوصی علیه مستقر کردن تفنگداران دریایی آمریکا توصیه کرده بود، گفت تغییری در سیاست آمریکا دربارهٔ لبنان ایجاد نخواهد شد. فرانسوا میتران رئیس‌جمهور فرانسه و دیگر مقامات فرانسوی از محل بمبگذاری در ۲۴ اکتبر ۱۹۸۳ بازدید و ابراز تسلیت کردند.
در تلافی این حمله، فرانسه به مواضعی در بقاع که گفته می‌شد به سپاه پاسداران انقلاب اسلامی تعلق دارند حمله هوایی کرد. رئیس‌جمهور ریگان با گرد آوردن تیم امنیت ملی خود طرح‌ریزی کرد که پادگان شیخ عبدالله در بعلبک که تصور می‌رفت نیروهای سپاه پاسداران را که در حال آموزش ستیزه‌جویان حزب‌الله بودند در خود جای داده هدف قرار دهد. حمله مشترک آمریکا و فرانسه به این اردوگاه که بمبگذاری در آن طرح‌ریزی شده بود نیز مورد تأیید ریگان و میتران قرار گرفت. واینبرگر وزیر دفاع علیه آن لابی کرد و موفق شد جلوی آن را بگیرد چرا که در آن زمان مطمئن نبود ایران پشت این حمله بوده باشد. به خاطر اختلاف در کاخ سفید (بین جرج پی. شولتس وزیر امور خارجه وقت که مدافع حمله بود و واینبرگر وزیر دفاع که مخالف حمله بود) حمله‌ای در تلافی بمبگذاری صورت نگرفت. اطلاعات موجود در آن زمان به‌طور ضمنی ولی نه به‌طور قطعی به درگیر بودن ایران اشاره داشتند. جهاد اسلامی که مسئولیت حمله را پذیرفت پوششی برای حزب‌الله بود که به نیابت از ایران عمل می‌کرد، بدین ترتیب ایران می‌توانست مسئولیتش را نفی کند.

## اتهامات به ایران
شبکهٔ خبری العربیه ادعا می‌کند که یک ایرانی به نام اسماعیل عسکری این حملات را ترتیب داده‌است. روزنامه نیویورک پست ادعا می‌کند که علیرضا عسکری یا اصغری به همراه علی‌اکبر محتشمی‌پور این حملات را سازمان داده‌اند.

## پیامدها

### شکایت‌ها علیه ایران
در ۳ اکتبر و ۲۸ دسامبر ۲۰۰۱ خانواده‌های ۲۴۱ صلحبان آمریکایی کشته شده و ۷ زخمی بازمانده علیه جمهوری اسلامی ایران و وزارت اطلاعات جمهوری اسلامی ایران در دادگاه ناحیه‌ای ایالات متحده برای ناحیه کلمبیا دعوی مدنی اقامه کردند. خانواده‌ها و بازماندگان در شکایاتی مجزا خواستار قضاوت در خصوص مسؤولیت ایران در حمله و جبران آن خسارات برای مرگ و ادعاهای حمله، جراحت و آسیب احساسی ناشی از اقدامات تروریسم مورد حمایت دولت شدند.
دو شکایت در ۶ مه و ۱۷ ژوئیه ۲۰۰۲ به اطلاع ایران (خوانده) رسانده شد. ایران مسؤولیت در حمله را نفی کرد ولی در پاسخ به دعوی خانواده‌ها پاسخی ارائه نکرد. در ۱۸ دسامبر ۲۰۰۲ قاضی رویس لمبرت در هر دو پرونده علیه خوانده‌ها حکم غیابی صادر کرد.
لمبرت در ۳۰ مه ۲۰۰۳ دریافت که ایران به خاطر حمایت مالی و لجستیک از حزب‌الله که به انجام حمله کمک کرده قانوناً مسئول است. لمبرت نتیجه گرفت که خوانده‌ها تحت لایحه مصونیت‌های کشورهای خارجی در حوزه قضایی دادگاه قرار می‌گیرند، حزب‌الله با تأیید و حمایت حکومت ایران شکل گرفته و در سال ۱۹۸۳ کاملاً متکی به ایران بوده و این که حزب‌الله در پیوند با مأموران وزارت اطلاعات حمله را انجام داده‌است. حکم لمبرت هر گونه شکی در خصوص این که ایران عامل این بمبگذاری بوده را از بین برد.
لمبرت در ۷ دسامبر ۲۰۰۷ به خواهان‌ها ۲٬۶۵۶٬۹۴۴٬۸۷۷ دلار اعطا کرد. این مقدار بین قربانیان تقسیم شد و بیشترین میزان ۱۲ میلیون دلار بود که به لری گرلک که در نتیجه حمله گردنش شکسته و پاراپلژی شده بود، اعطا شد.
وکیل خانواده‌های قربانیان اطلاعات جدیدی افشا و ارائه کردند از جمله شنود یک پیام ارسال شده از مقر اطلاعات ایران در تهران به علی اکبر محتشمی پور سفیر ایران در دمشق که آژانس امنیت ملی ایالات متحده آمریکا آن را شنود کرد و سابقاً طبقه‌بندی شده بود. به بیان قاضی دادگاه این «پیام به سفیر ایران رهنمود می‌داد که با حسین موسوی رئیس جنبش امل تماس بگیرد و به او فرمان دهد که اقدامات بزرگی علیه تفنگداران دریایی ایالات متحده انجام دهد». امل اسلامی موسوی از دسته‌های جدا شده از جنبش امل و از بخش‌های خودمختار حزب‌الله نوپا بود.
قاضی لمبرت در ژوئیه ۲۰۱۲ به ایران دستور داد بیش از ۸۱۳ میلیون دلار خسارات و سود آن را به خانواده‌های ۲۴۱ صلحبان کشته شده بپردازد و در حکم خود نوشت که تهران باید «به کاملترین نحو ممکن مجازات شود».
این پرونده سال ۲۰۱۰ به جریان افتاد، زمانی که خانواده‌های قربانیان بمبگذاری بیروت متوجه شدند اموال مرتبط با بانک مرکزی ایران در حسابی در «سیتی بانک» نیویورک نگهداری می‌شود. در ماه سپتامبر سال ۲۰۱۳ دادگاهی فدرال در نیویورک تحت نظر قاضی کاترین فارست به نفع خانواده‌های قربانیان رای داد. در ژوئیه ۲۰۱۴ (تیر ۱۳۹۳) یک دادگاه تجدید نظر در نیویورک با رد درخواست بانک مرکزی ایران دستور داد ۱/۷۵ میلیارد دلار اموال ایران میان خانواده‌های آمریکایی‌هایی که از جمله در بمبگذاری سال ۱۹۸۳ در بیروت کشته شده‌اند توزیع شود. این حکم را هیاتی متشکل از سه قاضی در شعبه دوم دادگاه تجدید نظر دولت فدرال در منهتن نیویورک صادر کرد. حکم دادگاه تجدید نظر در نیویورک ۱۳۰۰ پرونده منفرد را که یکجا علیه ایران جمع شده شامل می‌شود. وکلای این شاکیان گفتند که وقتی فرایند تجدید نظر تکمیل شد هر کدام احتمالاً حدود ۱۸ میلیون دلار دریافت خواهند کرد. بانک مرکزی ایران همان سال درخواست تجدید نظر و استدلال کرد که این حکم ناقض تعهدات آمریکا براساس معاهده ۱۹۵۵ با ایران است. بانک مرکزی پس از رد این تجدید نظر به دیوان عالی ایالات متحده آمریکا رجوع کرد.

### رای نهایی دیوان عالی آمریکا
روز ۲۳ آوریل ۲۰۱۶، دیوان عالی آمریکا رای داد که خانواده‌های قربانیان بمب‌گذاری سال ۱۹۸۳ در لبنان و سایر حملات «مرتبط با ایران» می‌توانند غرامت خود را از محل حدود دو میلیارد دلار دارایی مسدود شده جمهوری اسلامی در آمریکا دریافت کنند. این رای به منزله حمایت از خواست چند صد تن از بستگان آمریکاییان قربانی اقدامات خشونت‌آمیز از جمله خانواده‌های نظامیانی می‌شود که در انفجار مقر تفنگداران دریایی این کشور در بیروت جان خود را از دست دادند.

### واکنش‌ها
ایران
مقامات دولت ایران رای دیوان عالی آمریکا را به شدت محکوم کردند و وزیر خارجه جمهوری اسلامی (محمدجواد ظریف) آن را «سرقت» خواند و در نامه‌ای به دبیرکل سازمان ملل، از او خواست تا از دولت ایالات متحده بخواهد «به تعهدات بین‌المللی خود» عمل کند و از نقض «اصل بنیادی مصونیت دولت‌ها» خودداری ورزد.
جنبش غیرمتعهدها
بیانیه‌ای از سوی دفتر هماهنگ‌کننده جنبش صادر شد که از سازمان ملل متحد خواست تا مانع از آن شود که حدود دو میلیارد اموال مسدود شده ایران در آمریکا برای حل و فصل دعاوی قربانیان «عملیات تروریستی» منتسب به ایران به کار رود. بیانیه جنبش از ایالات متحده به خاطر نقض «مصونیت حاکمیتی دولت‌ها و نهادهای آنها» انتقاد کرده و از آمریکا خواسته‌است تا به این اصل احترام بگذارد. این بیانیه هشدار داده‌است که در غیر این صورت، چنین اقدامی می‌تواند به عواقب وخیمی «از جمله بی‌اعتمادی و هرج و مرج در حوزه روابط بین‌الملل» منجر شود و «رویه‌ای نادرست را پایه‌گذاری کند.»
نماینده جمهوری اسلامی در سازمان ملل خواسته‌است بیانیه جنبش غیرمتعهدها در میان اعضای سازمان توزیع شود و یکی از سخنگویان سازمان گفته‌است که بیانیه مطالعه خواهد شد.
در واکنش به این بیانیه، مارک تونر، سخنگوی وزارت خارجه ایالات متحده گفته‌است که «قوانین ایالات متحده و اجرای آن‌ها توسط دادگاه‌های این کشور منطبق با موازین و معیارهای حقوق بین‌الملل است.»

## در همین زمینه
- انفجار سفارت آمریکا در بیروت (۱۹۸۳) ۱۸ آوریل ۱۹۸۳
- سازمان جهاد اسلامی (لبنان)